# Хоен
Хоен (保延) је јапанска ера (ненко) која је настала после Чошо и пре Еиџи ере. Временски је трајала од септембра 1135. до јула 1141. године и припадала је Хејан периоду. Владајући монарх био је цар Сутоку.

## Важнији догађаји Хоен ере
- 1136. (Хоен 2, трећи месец): Бивши цар Тоба организује величанствену вечерњу забаву.[3]
- 1136. (Хоен 2, пети месец): Дворски Садаиџин Фуџивара Иејетада умире у 75 години.[3]
- 1136. (Хоен 2, дванаести месец): Удаиџин Минамото но Арихито именован је новим „садаиџином“ а „наидаиџин“ Фуџивара Мунетада постаје уместо њега „удаиџин“.[3]
- 1136. (Хоен 2, дванаести месец): Фуџивара Јоринага је именован централним министром (наидаиџином) у својој 17 години.[3]
- 1138. (Хоен 4, други месец): Удаиџин Мунетада брије своју главу и у својој 77 години постаје будистички монах.[3]
- 1138. (Хоен 4, девети месец): Бивши цар Тоба одлази за планину Хиеи где остаје седам дана.[3]
- 2. мај 1140. (Хоен 6, четрнаести дан четвртог месеца): Свештеници будистичких храмова на планини Хиеи су се опет окупили и заједно спалили храм Мидера.[4]